# Белгород
 Тази статия е за града в Русия.  За града в Южна Бесарабия вижте Белгород Днестровски.  
Бѐлгород (на руски: Белгород) е град в Русия, административен център на Белгородска област. Населението на града през 2012 година е 366 100 души.

## География
Градът е разположен на 700 километра южно от столицата Москва и на 40 километра от границата с Украйна, в южните покрайнини на Средноруската възвишеност на склона на Бяла планина на десния бряг на река Северский Донец.

## История
Изследване на Белгородското градище на роменците провел през 1951 – 1956 г. археологът А. В. Никитин. Той установил, че градището се е разполагало, както и другите селища, на труднодостъпно място с добър кръгозор на висока планина. При това трябвало да укрепят само полевата страна, която е заемала не повече от 1/3 от периметъра му.
Градището е било опустошено през 915 г. Археологическите находки, роменската керамика позволяват да говорим за това, че „Белогородие“ – роменското кале в чертите на съвременния Белгород, вече е съществувало в края на IX век и било разрушено през 915 г. при нападение на печенегите. През 2015 г. белгородци ще празнуват 1100 г. на древно-славянското кале.
По данни от „Разредна книга“ град Белгород е основан през 1596 г. с указ на цар Фьодор Иванович като южен аванпост на Руската държава в близост до Муравския път – най-краткия път от Крим до Москва. За защита от честите набези на кримски татари градът е бил опасан със землен вал и станал най-укрепената крепост на Белгородска засечна черта (линия на отбранителни укрепления на южната граница на Руската държава).
Белгород е транспортен възел, където се пресичат пътищата, водещи от юг на север и от запад на изток на страната. Тук се намират голяма железопътна гара и международно летище.
Денят на града се празнува на 5 август (на този ден през 1943 г. град Белгород е бил освободен от германските нашественици). За проявена мъжественост и твърдост във Великата Отечествена война и за постигнати успехи в стопанския и културен живот областният център през 1980 г. е награден с орден „Отечествена война“ I степен. През 2007 г. с указ на президента на Русия на Белгород е присвоено званието „Град на воинската слава“.

## Побратимени градове
- Харков, Украйна
- Евпатория, Украйна
- Вишгород, Украйна
- Херне, Германия
- Ополе, Полша
- Ниш, Сърбия
- Уейкфийлд, Великобритания
- Елджин, САЩ
- Чанчун, Китай